# 대한민국 형사소송법 제275조의3
대한민국 형사소송법 제275조의3는 구두변론주의에 대한 형사소송법의 조문이다.

## 조문
제275조의3(구두변론주의)공판정에서의 변론은 구두로 하여야 한다.
[본조신설 2007.6.1.]

## 참고 문헌
- 손동권 신이철, 새로운 형사소송법(초판, 2013), 세창, 2013. ISBN 9788984114081